# L106/L21
L 106 var en svensk underhållsbataljon som ingick i United Nations Interim Force In Lebanon (UNIFIL) med generallöjtnant Lars-Erik Wahlgren som force commander (högste befälhavare). Den tjänstgjorde i Libanon under september 1990 till maj 1991. 
Under Gulfkriget utsattes bataljonen för ett 20-tal skarpa gaslarm, därav smeknamnet "Gasmaskbataljonen". En mindre del av bataljonen ingick därefter i en insatsstyrka, som under en kortare tid skickades till Kuwait med uppgift att övervaka gränsen och röja minor efter det irakiska trupptillbakadragandet.
Bataljonen leddes av bataljonschefen Jan-Gunnar Isberg och bestod av bataljonsstab, förrådskompani, ingenjörskompani,  sjukhuskompani, stabs- och trosskompani samt transportkompani. Utöver dessa tjänstgjorde även ett 20-tal svenskar som militärpoliser eller inom UNIFIL:s högkvarter.
Huvuddelen av styrkan var förlagd i Naqoura på Camp Carl Gustaf respektive Camp Silvia (sjukhuskompaniet). Ingenjörkompaniet var förlagt på Camp Nordic Star i Jwayya, några mil nordost om övriga kompanier.

## Förbandsdelar
- Bataljonschef: överste Jan-Gunnar Isberg
- Ställföreträdande bataljonschef: överstelöjtnant Sven-Åke Modin
- Förrådskompaniet: major Anders Jönsson
- Ingenjörkompaniet: major Hans-Otto Nilsson
- Stab– och trosskompaniet: major Jan Söderberg
- Sjukhuskompaniet: major Leif Johansson
- Transportkompaniet: major Lennart Kroon